# Le Lépreux de Saint-Gilles
 (décembre 2012).
Si vous disposez d'ouvrages ou d'articles de référence ou si vous connaissez des sites web de qualité traitant du thème abordé ici, merci de compléter l'article en donnant les références utiles à sa vérifiabilité et en les liant à la section « Notes et références ».
Le Lépreux de Saint-Gilles (The Leper of Saint-Giles) est le cinquième roman policier historique de la série des enquêtes du frère Cadfael publié par Ellis Peters en 1981.

## Résumé
Huon de Domville, riche seigneur, a organisé un mariage arrangé avec Godfric et Agnès Piccard, tuteurs légaux d'Iveta de Massard, avec qui il est fiancé. Iveta, orpheline de son père et de son grand-père, Guimard de Massard, grand soldat croisé légendaire mort en Terre Sainte et dont ses armes ont été restituées à la famille par respect par les Fatimides, aime en cachette Jocelyn Lucy, écuyer de Huon de Domville. Informé du mariage forcé par le jeune amoureux d´Iveta, Cadfaël, tente de vérifier les accusations auprès de la promise, qui nie. Le lendemain, au début du mariage, Simon Aguilon, écuyer et parent de Domville, annonce la disparition de son oncle après son départ nocturne de la veille au soir. Son corps est retrouvé lors des recherches.
Jocelyn Lucy, qui a été renvoyé la veille pour accusation de vol de la bague de mariage, est accusé de meurtre et prend la fuite. Lazarus, un lépreux inconnu de Saint-Gilles, aide l'accusé à se cacher...

## Honneurs
Le Lépreux de Saint-Gilles occupe la 43e place au classement des cent meilleurs romans policiers de tous les temps établie par la Crime Writers' Association en 1990.

## Adaptation
- 1994 : Le Lépreux de Saint-Gilles (The Leper of St. Giles), épisode 3, saison 1 de la série télévisée britannique Cadfael, réalisé par Graham Theakston, avec Derek Jacobi dans le rôle-titre